# 콩타이지
콩타이지 또는 콩 타이지(몽골어: ᠬᠤᠩ
ᠲᠠᠶᠢᠵᠢ Qong Tayiji, 현대 몽골어: хунтайж, 한국 한자: 皇太子 황태자 한국 한자: 渾台吉 혼태길 한국 한자: 渾太吉 혼태길) 또는 쿵타이지는 몽골귀족 칭호 중 하나다. 본래 중국 한자의 황태자(皇太子)에서 유래한 명칭으로 부왕 혹은 군사 사령관의 성격이었으며, 중국에 다시 소개될 때는 다시 혼태길(渾台吉, 渾太吉), 홍태길(鴻台吉)로 오번역되었다.
쿠빌라이 칸은 중국의 황태자 제도를 몽골에 도입, 쿠릴타이 대신 콩타이지를 카안의 후계자 지위로 정착시키려 했으나 후계 내정자들인 친킴, 다르마발라의 연이은 사망으로 황태자 제도의 몽골 정착은 실패한다. 북원 이후 콩타이지는 몽골의 군사 지도자, 소규모 부족장의 성격을 띄는 칭호로 변모해갔다.

## 개요
중화제국에서 황태자를 의미하는 황타이지(중국어: 皇太子, 병음: Huangtaizi)에서 유래했다. 하지만 몽골 제국에는 황태자가 제대로 존재한 적이 없었다. 몽골은 기본적으로 쿠릴타이에 의해 카간이 선출되는 선거군주제 국가였고, 쿠빌라이 카안이 이 전통을 깨고 차남 친킴을 황태자로 봉하려 했으나 1286년 친킴이 쿠빌라이보다 먼저 죽으면서 무위로 돌아갔다. 1293년 친킴의 삼남 테뮈르 욀제이튀 카안이 쿠빌라이 카안의 후계자로 즉위하기는 했으나 황태자로서가 아니라 쿠릴타이의 선출을 받은 것이었다.
이후 북원의 알탄 칸이 튀메드 투먼에 쿵타이지 작위를 설치하고 부왕(assitant khan) 같은 것으로 삼았다.
1630년대에 달라이 라마 5세가 중가르 칸들에게 "바가투르 콩타이지"라는 칭호를 주었다. 갈단체렌의 아들 체왕도르지 남질은 "콩타이지"를 칭호로 칭했다. 중가르가 강성해지면서 콩타이지 칭호의 격도 상승했다. 18세기 중반이 되면 오이라트부 사이에서는 콩타이지가 칸(왕)보다 격이 높아지는데, 청 제국이 몽골 부족들을 포섭하기 위해 부족장들에게 칸 작위를 남발했기 때문이다.
중국에 번역, 소개될 때는 원래의 명칭인 황태자가 아닌 혼태길 또는 홍태길로 번역되었는데, 이유는 알려진 것이 없다.

## 같이 보기
- 황태자
- 타이시
- 칭상
- 타이유

## 참고 자료
- Perdue, Peter C (2009). China Marches West: The Qing Conquest of Central Eurasia. Harvard University Press. ISBN 978-0-674-04202-5.